# José Luis Gallego (poeta)
José Luis Gallego Fernández, conocido como José Luis Gallego (Valladolid, 28 de diciembre de 1913 - Madrid, 11 de marzo de 1980) fue un poeta y periodista español. Escribió la mayor parte de su obra en la cárcel, ya que estuvo preso bajo el Franquismo durante casi veinte años (de 1939 a 1942 y de 1943 a 1960).

## Biografía
José Luis Gallego fue un poeta y periodista de origen vasco nacido en Valladolid en 1913, gran admirador y discípulo de Juan Ramón Jiménez. Su juventud se desarrolló a la sombra de los artistas de los años 1920. Fundó la revista Pregón Literario junto con su amigo y cuñado Leopoldo de Luis. También fue amigo de muchos de sus coetáneos, integrantes de la llamada generación del 36, como Carmen Conde o Ramón de Garciasol.
Durante la guerra civil española, apoyó al bando republicano como periodista en el frente junto a las Milicias Republicanas Vascas y la Sección Motorizada de Chamberí y como corresponsal de la revista Ahora. Pero es sobre todo en la cárcel donde va a desarrollar su labor poética más intensa y profunda. 
Fue detenido el 9 de mayo de 1939, y condenado en 1940 por un Consejo de Guerra en procedimiento sumarísimo franquista a doce años y un día de reclusión por delito de "auxilio a la rebelión". Cumple su condena en la prisión habilitada de Santa Rita (Carabanchel Bajo) donde participa en la construcción de la nueva Prisión Provincial de Madrid. Es liberado en diciembre de 1942, y detenido de nuevo el 11 de agosto de 1943 por intentar reorganizar las Juventudes Socialistas Unificadas (J. S. U.), entonces clandestinas. Lo condenan a la pena de muerte por delito de "conspiración" el 26 de enero de 1945 en un nuevo Consejo de Guerra, junto con su amigo Juan Ros Soler, tras haberle trasladado de la cárcel de Porlier (Madrid) a la de Alcalá de Henares.
Conmutada su pena de muerte en treinta años y un día de reclusión mayor el 7 de marzo de 1945, es trasladado al Penal de Burgos, donde coincide con muchos otros intelectuales y presos políticos, como Manuel de la Escalera y Marcos Ana, al que enseña a escribir poesía y con el que crea la tertulia clandestina "La Aldaba".Fue puesto en libertad condicional en 1960 y, a pesar de la vigilancia de la dictadura franquista, sigue comprometiéndose política y literariamente por otras vías: fue cofundador del Club de Amigos de la UNESCO y animó tertulias con jóvenes en el Puente de Vallecas, hasta su muerte por trombosis en 1980.
De su prolífica obra, solo se ha publicado Noticia de mí, Cinco poemas (Premio de poesía Ágora de 1953), Prometeo XX (su obra maestra a día de hoy, escrita en 1949 en el Penal de Burgos y publicada en 1969), Voz última (facsímil de 1980 de un manuscrito de 1946) y Prometeo XX y Prometeo Liberado. A pesar de su encierro, consiguió publicar varios poemas en revistas de la época, sobre todo, de 1952 a 1962, en Poesía Española dirigida por José García Nieto. Sin embargo, una veintena de poemarios y algunas obras teatrales escritas para su familia quedan inéditas y su aporte valioso a la literatura española contemporánea solo empieza a ser recuperado en algunos artículos y una tesis doctoral.
En el año 1971 José Luis Garci publica el ensayo biográfico y literario Ray Bradbury. Humanista del futuro, que dedica a su amigo José Luis Gallego.

## Obras poéticas publicadas
- Noticia de mí, M., Mensajes, 1947.
- Cinco poemas, M., Ágora, 1953.
- Prometeo XX, Barcelona, Saturno, 1970.
- Voz última, M., Ayuso, 1980.
- Prometeo XX y Prometeo Liberado, M., Orígenes, 1983.